# Pétervására
Pétervására es una ciudad del condado de Heves, Hungría. Es famosa por el castillo de Keglevich.
Pétervására presenta estatuas de leones de los Médici (de origen desconocido).

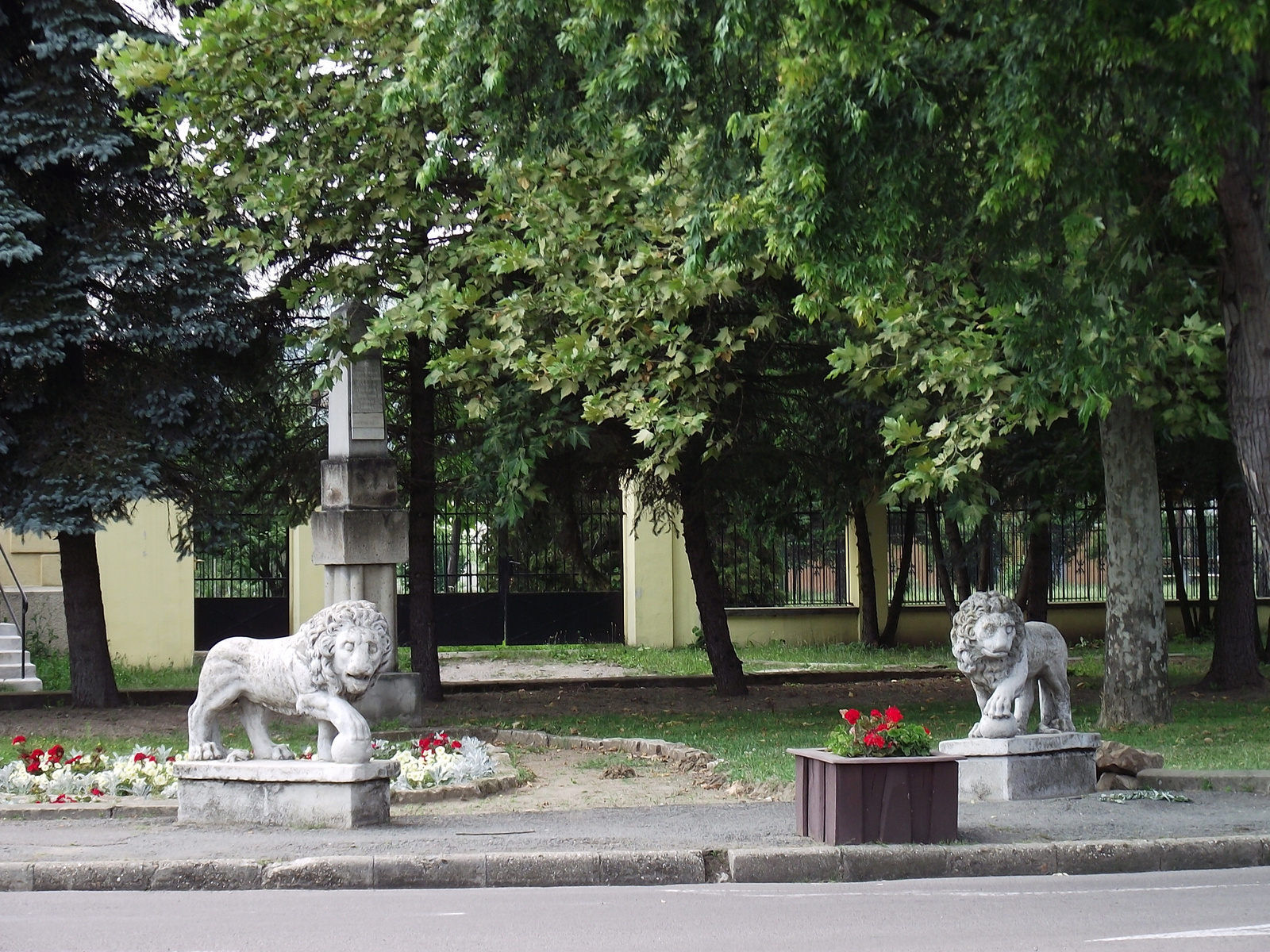
Leones de los Médici

## Ciudades hermanadas
Pétervására está hermanada con:
- Fântânele, Rumanía
- Jesenské, Eslovaquia
- Szczurowa, Polonia